# Nkolmelen
Nkolmelen est un village de la région du Centre au Cameroun, localisé dans la commune de Ngoumou et le département de la Méfou-et-Akono.

## Population
En 1965, Nkolmelen comptait 185 habitants, principalement des Ewondo.
Lors du recensement de 2005, ce nombre s'élevait à 494.

## Infrastructures
Le village dispose d'un dispensaire, d'une école, d'un séminaire et d'une mission catholiques.

Le dispensaire d'Hikoamaen a accueilli les premiers missionnaires suisses dans les années 1940. Des Canadiens leur ont succédé en 1965.

## Personnalités liées à Nkolmelen
Mgr Jean-Bosco Ntep, évêque d'Édéa, est né à Hikoamaen en 1951.